# Psammitis nevadensis
Psammitis nevadensis is een spinnensoort uit de familie van de krabspinnen (Thomisidae).
De wetenschappelijke naam van de soort werd in 1880 als Oxyptila nevadensis gepubliceerd door Eugen von Keyserling.